# Les Noces d'Alexandre et de Roxane
Les Noces d'Alexandre et de Roxane sont une fresque (370 × 660 cm) réalisée en 1519 par l'artiste italien de la Renaissance Giovanni Antonio Bazzi, dit Le Sodoma. Chef-d'œuvre de l'artiste, la fresque est située sur le côté nord de la chambre d'Agostino Chigi, au premier étage de la Villa Farnesina à Rome.

## Histoire et description
Elle fait partie d'un cycle de fresques dont le sujet est tiré des scènes de la vie d'Alexandre le Grand, sujet destiné à glorifier le riche client, le banquier siennois Agostino Chigi, identifié avec le personnage antique.
La fresque a été commandée par Agostino Chigi qui avait connu à Sienne le peintre qui y travaillait depuis plusieurs années. Elle est composée à partir de sources littéraires classiques, dans une tentative archéologique de reconstituer, un tableau du peintre grec Aetion, à travers la description faite par Lucien de Samosate :

« Dans une chambre magnifique est un lit nuptial : Roxane y est assise ; c’est une jeune vierge d’une beauté parfaite : elle regarde à terre, toute confuse de la présence d’Alexandre ; une troupe d’Amours voltige en souriant. L’un, placé derrière la jeune épouse, soulève le voile qui lui couvre la tête, et montre Roxane à son époux. Un autre, esclave empressé, délie la sandale comme pour hâter le moment du bonheur ; un troisième saisit Alexandre par son manteau, et l’entraine de toutes ses forces vers Roxane. Le roi présente une couronne à la jeune mariée ; près de lui, comme paranymphe, se tient Héphestion, une torche allumée dans la main, et appuyé sur un beau jeune homme, que je crois être l’Hyménée, son nom n’étant point écrit. Dans une autre partie du tableau, sont des Amours qui jouent avec les armes d’Alexandre : deux d’entre eux portent sa lance, comme un lourd fardeau, et paraissent accablés spus le poids d’un ais ; deux autres traînent par les courroies le bouclier, sur lequel est assis un troisième, qui a l’air d’un souverain sur son char ; un dernier s’est glissé sous la cuirasse qui gît à terre, et il semble épier les autres, pour leur faire peur, quand ils passeront près de lui. »

— Lucien de Samosate
Raphaël, qui travaillait sur les fresques des autres pièces de la villa Farnesina, a peut-être participé à la préparation des cartons préparatoires. On trouve sur la fresque de nombreux aspects symboliques, pas toujours déchiffrables, liés au mariage d'Alexandre avec Roxane, et par analogie sur le lien entre Agostino et sa future épouse Francesca Ordeaschi : angelots ailés, torche allumée soutenue par le dieu Hyménée (emblème du mariage), portrait d'Héphaestion (compagnon d'Alexandre) à moitié nu... Les autres épisodes liés au cycle sont la Famille de Darius devant Alexandre, sur le mur est, Alexandre le Grand apprivoise Bucéphale, dans laquelle la main d'un collaborateur est visible, surtout du côté droit, et Alexandre à la bataille sur le mur sud. Le Vulcain à la forge avec quelques amours qui lui offrent des fléchettes est aussi du Sodoma.
Il y a aussi une lecture ésotérique de ces fresques de Sodoma, avec des analogies entre un sens manifeste du récit et un sens latent, de l'herméneutique alchimique,. Cependant, d'autres auteurs rejettent le caractère artificiel d'une telle interprétation.

## Source de traduction
- (it) Cet article est partiellement ou en totalité issu de l’article de Wikipédia en italien intitulé « Nozze di Alessandro e Rossane » (voir la liste des auteurs).